# Wil Haggenburg-trofee

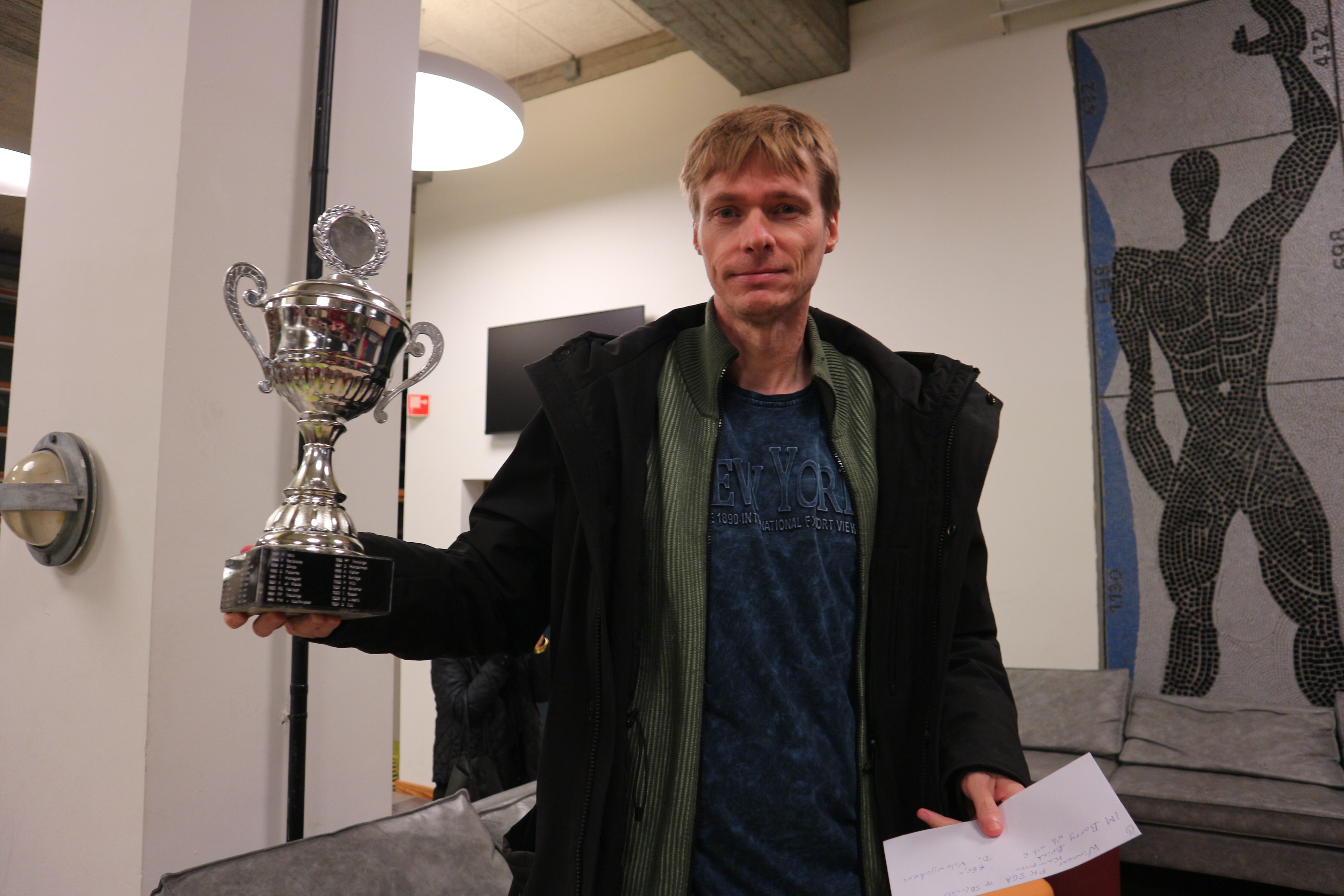
Barry Brink, drievoudig winnaar van de Wil Haggenburg-trofee

De Wil Haggenburg-trofee is een prijs die jaarlijks wordt uitgereikt aan de beste schaker van de Schaakbond Groot-Amsterdam. De winnaar van deze prijs heeft het recht om deel te nemen aan de voorrondes van het Nederlands kampioenschap schaken. 

## Geschiedenis
Sinds haar oprichting in 1969 organiseerde de Schaakbond Groot-Amsterdam een schaaktoernooi voor het persoonlijk kampioenschap van deze schaakbond. Alle schakers die lid zijn van een bij de SGA aangesloten schaakvereniging konden aan dit toernooi meedoen.
De opzet van het toernooi is een paar keer veranderd. Aanvankelijk werd het toernooi georganiseerd op doordeweekse avonden, maar per 1981 veranderde de opzet naar weekendschaaktoernooi. De deelnemers speelden zeven rondes volgens de zwitserse indeling, in drie, vier of vijf ratinggroepen.
Toen Wil Haggenburg, erelid van de SGA, in 2008 kwam te overlijden werd het toernooi om het persoonlijk kampioenschap naar hem vernoemd: Het Wil Haggenburg-toernooi.
De animo voor het Wil Haggenburg-toernooi liep over de jaren langzaam terug tot in 2017 slechts 48 schakers de moeite namen om deel te nemen. Daarom koos de SGA in 2018 voor een nieuwe opzet: Het Amsterdam Open, dat ook openstond voor schakers die niet lid zijn van de SGA. Miguel Admiraal won dat toernooi, terwijl Barry Brink als hoogst geklasseerde SGA-lid de Wil Haggenburg-trofee opeiste.
De Amsterdam Open werd slechts eenmalig georganiseerd. In 2019 werd de Wil Haggenburg-trofee uitgereikt tijdens het Amsterdam Science Park Chess Tournament aan het hoogst geklasseerde SGA-lid. Dat gebeurde eveneens in 2022.
Vanaf 2023 wordt de Wil Haggenburg-trofee uitgereikt tijdens het Amsterdam Chess Open.

## Lijst van winnaars[4]
- 2024: Maurice Schippers
- 2023: Barry Brink
- 2022: Arthur de Winter
- 2021: niet uitgereikt
- 2020: niet uitgereikt
- 2019: Michael Wunnink
- 2018: Barry Brink
- 2017: Tobias Kabos
- 2016: Albert Blees
- 2015: Barry Brink
- 2014: Hing Ting Lai
- 2013: Aran Köhler
- 2012: Wim Luberti
- 2011: Tex de Wit
- 2010: Tobias Kabos
- 2009: Michael Wunnink
- 2008: Sybolt de Boer
- 2007: Arno Bezemer
- 2006: Sybolt de Boer
- 2005: Yong Hoon de Rover
- 2004: Daan Zult
- 2003: Wim Luberti
- 2002: Tigran Spaan
- 2001: Arno Bezemer
- 2000: Rob Witt
- 1999: Peter Burlage
- 1998: Aran Köhler
- 1997: Dimitri Reinderman
- 1996: Peter Paul Theulings
- 1995: Pieter W. van Voorthuijsen
- 1994: Peter Paul Theulings
- 1993: Rob Hartoch
- 1992: Karel van der Weide
- 1991: Taco Vreenegoor
- 1990: Gert Pieterse
- 1989: Menno Okkes
- 1988: Rob Bertholee
- 1987: Rob Witt
- 1986: Gert Pieterse
- 1985: Piet Peelen
- 1984: Aran Köhler
- 1983: Gert Pieterse
- 1982: Gert Pieterse
- 1981: Fritz van Dooren
- 1980: Piet van der Weide
- 1979: Leon Pliester
- 1978: Leon Pliester
- 1977: Piet van der Weide
- 1976: Alex de Savornin Lohman
- 1975: Rob Witt
- 1974: Piet van der Weide
- 1973: Roy Dieks
- 1972: Rob Witt
- 1971: Bert Enklaar
- 1970: Jaap Vogel
- 1969: J.G.T. Donk